# Bevan George
Bevan Christopher George OAM (* 22. März 1977 in Narrogin) ist ein ehemaliger australischer Hockeyspieler, der mit der australischen Hockeynationalmannschaft 2004 Olympiasieger und 2008 Olympiadritter war. 2002 und 2006 siegte er bei den Commonwealth Games und gewann Silber bei den Weltmeisterschaften.

## Sportliche Karriere
Der Verteidiger Bevan George absolvierte 208 Länderspiele für Australien, in denen er 13 Tore erzielte.
Sein erstes großes internationales Turnier war die Weltmeisterschaft 2002 in Kuala Lumpur. Die Australier gewannen ihre Vorrundengruppe mit sieben Siegen in sieben Spielen und bezwangen im Halbfinale die Niederländer mit 4:1. Im Finale unterlagen sie der deutschen Mannschaft mit 1:2. Fünf Monate später fanden in Manchester die Commonwealth Games statt, hier gewannen die Australier im Finale mit 5:2 über die Neuseeländer.
Bei den Olympischen Spielen 2004 in Athen belegten die Australier in der Vorrunde den zweiten Platz hinter den Niederländern, im direkten Duell unterlagen die Australier mit 1:2. Im Halbfinale besiegten die Australier die spanische Mannschaft mit 6:3. Im Finale trafen die Australier wieder auf die niederländische Mannschaft und gewannen mit 2:1 in der Verlängerung durch Sudden Death. Zwei Jahre danach bei den Commonwealth Games in Melbourne besiegten die Australier im Finale die pakistanische Mannschaft mit 3:0. Im gleichen Jahr nahm Bevan George an der Weltmeisterschaft 2006 in Mönchengladbach teil. Die Australier gewannen ihre Vorrundengruppe vor den Spaniern und bezwangen im Halbfinale die Südkoreaner mit 4:2. Im Finale unterlagen sie den Deutschen mit 3:4. 2008 war Bevan George Kapitän der australischen Mannschaft bei den Olympischen Spielen in Peking. In ihrer Vorrundengruppe belegten die Australier den zweiten Platz hinter den Niederländern und unterlagen im Halbfinale den Spaniern mit 2:3. Im Spiel um die Bronzemedaille bezwangen sie die Niederlande mit 6:2.
Bevan George wurde im Januar 2005 mit der Medaille des Order of Australia ausgezeichnet.